# Water of Allachy
Das Water of Allachy ist ein Bach in der schottischen Council Area Aberdeenshire.

## Beschreibung
Das Water of Allachy entsteht durch den Zusammenfluss zweier Quellbäche namens West Grains of Allachy und East Grains of Allachy zwischen dem 742 Meter hohen Hill of Cat und 731 Meter hohen Gannoch nahe der Grenze zu der benachbarten Council Area Angus. Es fließt zunächst für etwa vier Kilometer vornehmlich nach Norden und dreht dann nach Nordwesten. Nach insgesamt acht Kilometer mündet das Water of Allachy im Glen Tanar von rechts in das Water of Tanar, das über den Dee in die Nordsee entwässert.
Entlang seines Laufs münden verschiedene Bäche in das Water of Allachy ein. Sein Hauptzufluss ist das von links einmündende Water of Gairney. Durch eine dünnbesiedelte Bergregion Aberdeenshires verlaufend, passiert das Water of Allachy keine Ortschaften.

## Umgebung
Weite Teile des Mittel- und Unterlaufs befinden sich im Glen Tanar, welcher Teil eines Naturschutzgebiets ist und von NatureScot betreut wird. Es ist als Site of Special Scientific Interest, Special Protection Area und Special Area of Conservation ausgewiesen.

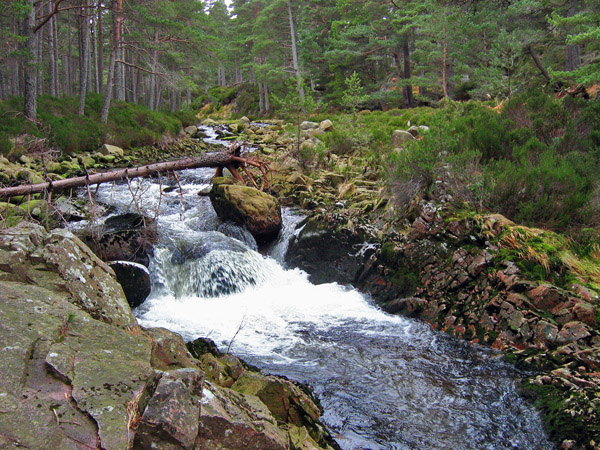
Oberlauf des Water of Allachy
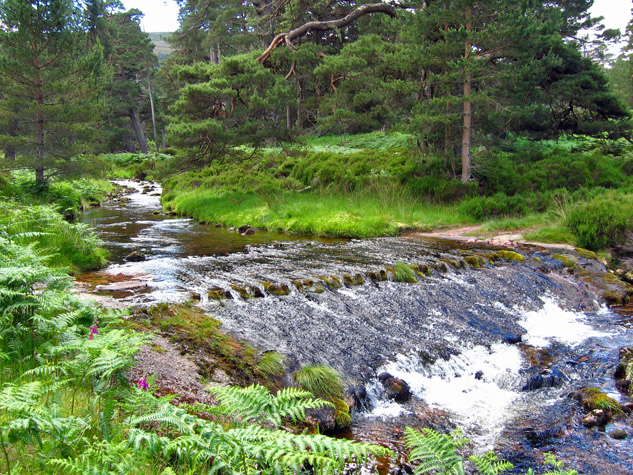
Furt am Water of Allachy
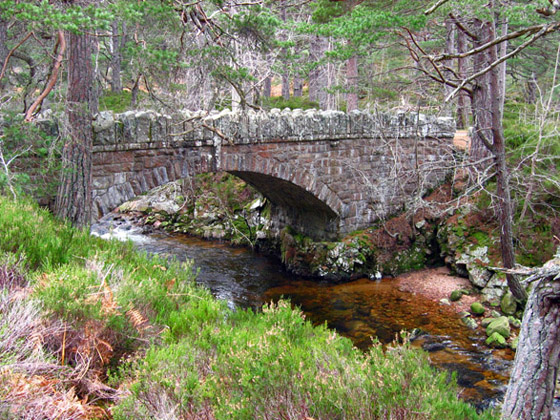
Bogenbrücke